# Matthieu Rosset
Matthieu Rosset (Lione, 26 maggio 1990) è un tuffatore francese.

## Biografia
Ha iniziato a praticare i tuffi nel 1997 all'età di sette anni. Il suo primo club è stato il Lyon plongeon Club (LPC) in cui è rimasto sino al 2002, quando ha interrotto temporaneamente la sua carriera. Nel 2005 ha ricomminciato presso l'Union sportive de L’Ouest Lyon (USOL) dove ha ripreso a gareggiare, tornando al polo di Institut national du sport, de l'expertise et de la performance (INSEP).
Nel 2010 è giunto terzo con la compagna di squadra Claire Febvay nella gara dimostrativa a squadre (Team event) dei campionati europei di Budapest.
Nel 2011 ha partecipato ai campionati europei di tuffi svoltisi per la seconda volta consecutiva a Torino. Il 9 marzo ha vinto la medaglia di bronzo nei trampolino 1 metro. In finale è stato superato dal russo Evgenij Kuznecov e dall'ucraino Illya Kvasha. Il giorno seguente, nel trampolino 3 metri si è qualificato per la finale con il secondo miglior punteggio. In finale ha concluso la gara al quarto posto alle spalle di Patrick Hausding, Il'ja Zacharov e Evgenij Kuznecov. L'11 marzo, nei tuffi sincronizzati da tre metri, in squadra con Damien Cély, ha ottenuto la medaglia di bronzo. In finale la coppia francese è stata superata da quella tedesca, composta da Patrick Hausding e da Stephan Feck, e da quella russa (Il'ja Zacharov e Evgenij Kuznecov). Assieme ad Audrey Labeau ha inoltre partecipato al team event classificandosi secondo con 408,60 punti. Il primo posto gli è sfuggita di soli 2,40 punti ed andata alla coppia russa Julija Koltunova-Il'ja Zacharov (411 punti)..
Nel 2012, nuovamente con la compagna di squadra Audrey Labeau, ha conquistato il primo oro ufficiale del Team event agli Europei 2012 di Eindhoven (Paesi Bassi), precedendo l'Ucraina e la Russia. Negli stessi campionati, ha ottenuto la medaglia di bronzo nella gara dal metro con 403.95 punti, preceduto dall'ucraino Illya Kvasha e dal russo Evgenij Kuznecov. Il giorno successivo ha conquistato il suo primo oro continentale individuale, vincendo la gara del trampolino da 3 metri con 504.00 punti, davanti al tedesco Patrick Hausding (502.75) e al russo Il'ja Zacharov (493.80).
È allenato da Emptoz-Lacote Gilles.

## Palmarès
- Mondiali

Budapest 2017: oro nella gara a squadre.
- Europei di nuoto/tuffi

Torino 2011: bronzo nel trampolino 1 m e nel sincro 3 m.
Eindhoven 2012: oro nel trampolino 3 m e nel team event e bronzo nel trampolino 1 m.
Berlino 2014: bronzo nel trampolino 1 m.
Rostock 2015: oro nel trampolino 3 m e nel trampolino 1 m.
Kiev 2017: oro nella gara a squadre e bronzo nel trampolino 1 m.